# Orania (Afrique du Sud)
Pour les articles homonymes, voir Orania.
Orania est une ville d'Afrique du Sud située dans la province du Cap-du-Nord, dans la région du désert du Karoo.
Fondée à partir d'une petite concession abandonnée d'une dizaine de maisons répartie sur 3 000 hectares, elle a été rachetée au gouvernement sud-africain par Carel Boshoff en 1990, au moment où le gouvernement de Frederik de Klerk entamait des négociations constitutionnelles avec le Congrès national africain afin d'abroger les dernières lois d'apartheid encore en vigueur. Orania devait constituer l'embryon du Volkstaat, un État pour les Afrikaners et est habitée actuellement par une population uniquement blanche et membre de l'une des églises réformées hollandaises.
Administrativement enclavée dans la municipalité de Thembelihle, Orania est l'héritière de mouvements autonomistes boers comme les Oranjewerkers qui avaient envisagé de créer dans les années 1980 une communauté autonome à Morgenzon dans le Transvaal. Le terrain sur lequel est située Orania (1 602 habitants en 2018) est toujours la propriété de la société privée qui fut à l'origine de la création de la communauté en 1991.
En étant une commune libre d'accès, et non un quartier fermé, Orania se distingue de Kleinfontein, située près de Pretoria.

## Localisation et agencement de la ville

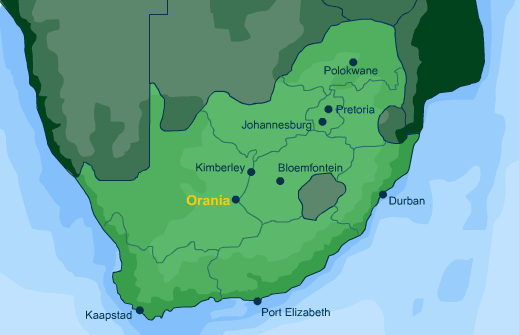
Orania en Afrique du Sud.

Orania est située sur la route provinciale R 369 entre Hopetown et Petrusville dans la région du Grand Karoo à l’extrême est de la province du Cap-Nord. Elle longe la rive gauche du fleuve Orange, lequel forme à cet endroit la frontière administrative avec la province de l'État-Libre. Elle est située près de champs de bataille de la seconde guerre des Boers, notamment de l'Orange River Station, l'un des premiers camps de concentration mis en place par les Britanniques, en 1901, où moururent de faim et de maladie des femmes et des enfants boers.
Orania se distingue entre un quartier riche (Grootdorp) et un quartier moins riche (downtown Kleingeluk). Les habitants de ce quartier sont souvent ceux appelés à effectuer les travaux qui autrefois étaient réservés aux noirs (black jobs).
Dans sa partie résidentielle, Orania comprend des rues dont les noms évoquent des pierres précieuses qui ornent les fondations de la nouvelle Jérusalem dans l’Apocalypse de saint Jean (21, 19-21) : jaspis (jaspe en afrikaans), saffier (saphir), agaat (agate ; calcédoine), smarag (émeraude), sardoniks (sardoine), beril (béryl), topaas (topaze), ametis (améthyste), oniks (onyx), robyn (corindon), pêrels (perles), diamant (diamant).
Au contraire de Kleinfontein, son équivalente près de Pretoria, Orania est accessible sans avoir besoin de passer par des portails gardés.

## Démographie
À fin 2016, Orania compte environ 1 300 habitants afrikaners, c'est-à-dire des « Sud-Africains blancs d'origine européenne (néerlandaise, française, allemande) qui ne parlent que l'afrikaans (langue dérivée du néerlandais) ». Les visiteurs sont accueillis dès l'entrée de la ville par un panneau explicite Orania - Afrikanertuiste signifiant « Foyer afrikaner ».

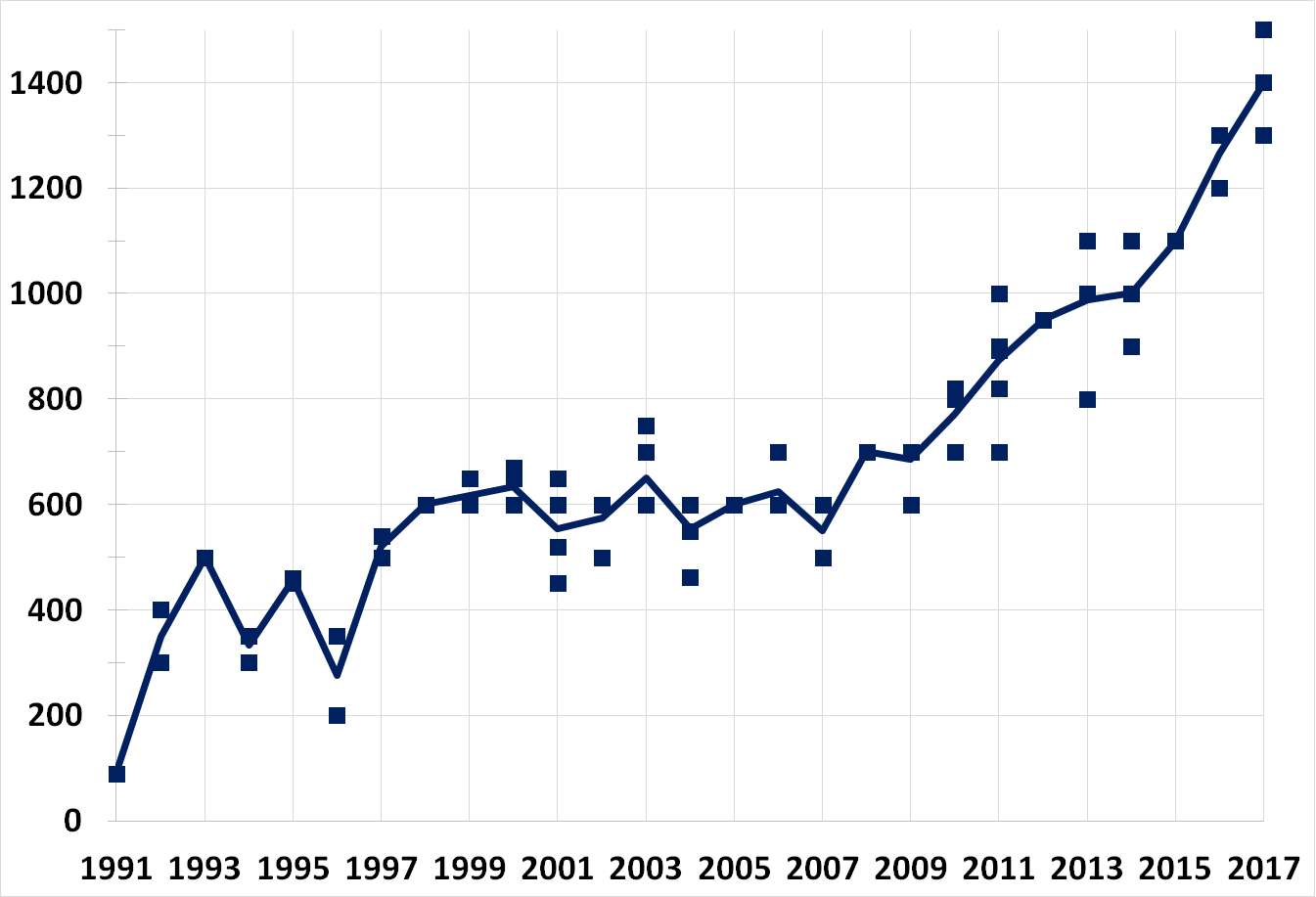
Estimation de l'évolution temporelle de la population d'Orania.

Rien dans les statuts d'Orania n'interdit aux Coloured en général et aux métis du Cap en particulier, qui partagent la même culture et langue maternelle que les Afrikaners, de résider à Orania. Toute nouvelle demande d'installation à Orania se fait par cooptation réalisée par un comité consultatif dépendant de la mairie. En 2004, lors d'une conférence à Bloemfontein, Manie Opperman déclarait que « la condition raciale n'était pas incluse dans la constitution d'Orania mais que, du fait de son objet ethnique, elle ne s'adressait qu'aux Afrikaners ». Les habitants de la ville font généralement d'ailleurs comprendre qu'ils ne veulent pas de résidents qui ne soient pas afrikaners à Orania, ce qui ne les empêche pas de recevoir les fermiers locaux noirs qui viennent s'approvisionner à Orania. Quelques incidents localisés ont cependant eu lieu, notamment quand le maire noir d'une commune voisine, venu en visite à Orania, se fit apostropher et pourchasser par un fermier autour de la ville. Si l'identité des Oraniens est intimement liée à l'histoire et aux vicissitudes des Afrikaners, ces mêmes résidents justifient aussi leur choix de s'établir à Orania par l'insécurité qui sévit en Afrique du Sud. En 2011, 97 % des habitants d'Orania étaient classés comme Blancs par le recensement sud-africain, .
Pour Carel Boshoff, « Orania veut simplement s'en sortir toute seule — et ses habitants n'ont pas tourné le dos à l'Afrique du Sud ». Selon le fondateur d'Orania, celle-ci « peut devenir le modèle d’un localisme capable de s’insérer dans la mondialisation, grâce à la redécouverte de l’autosuffisance, au recours aux produits de fabrication maison et au retour à des relations plus personnelles dans les affaires ». Il admet cependant être déçu que, sur le plan quantitatif, la progression de la population d'Orania ait été plus faible que ses prévisions. Pour son fils, Carel Boshoff II, député du Front de la liberté au Parlement provincial, les habitants d'Orania « ne cherchent pas à s'isoler mais à être reconnus ».
| Année | Recensements officiels | Recensements internes | Estimations   | Croissance annuelle |
| ----- | ---------------------- | --------------------- | ------------- | ------------------- |
| 2001  | 481                    |                       |               |                     |
| 2004  |                        |                       | 500 à 600     |                     |
| 2011  | 892                    |                       |               | + 6,37 %            |
| 2012  |                        | 941                   |               | + 5,49 %            |
| 2013  |                        | 965                   |               | + 2,55 %            |
| 2014  |                        | 1 085                 |               | + 12,44 %           |
| 2016  |                        | 1305                  | 1 300         | + 18,81 %           |
| 2017  |                        | 1422                  | 1 400 à 1 500 | + 11,53 %           |
| 2018  |                        | 1602                  |               | + 10,34 %           |
| 2019  |                        | 1773                  | 1 700         | + 6,25 %            |
| 2020  |                        | 2066                  |               |                     |
| 2021  |                        | 2377                  |               |                     |
| 2022  |                        | 2565                  | 2500          |                     |
| 2023  |                        | 2874                  |               |                     |

## Langue
L'afrikaans est la langue maternelle des Afrikaners et des Coloured. C'est la principale des langues officielles des provinces du Cap-Occidental et du Cap-Nord. Elle est la seule langue officielle de la ville et est la langue maternelle de 98,41 % des habitants d'Orania. L'anglais est enseigné à l'école comme une langue étrangère mais le niveau est médiocre.
C'est dans le contexte du débat animé sur la défense de la culture afrikaans et de la recomposition de l'identité afrikaner qu'en février 2007, Orania accueillit un concert du chanteur Bok van Blerk, auteur du tube afrikaans De la Rey, consacré au général boer Koos de la Rey.

## Historique

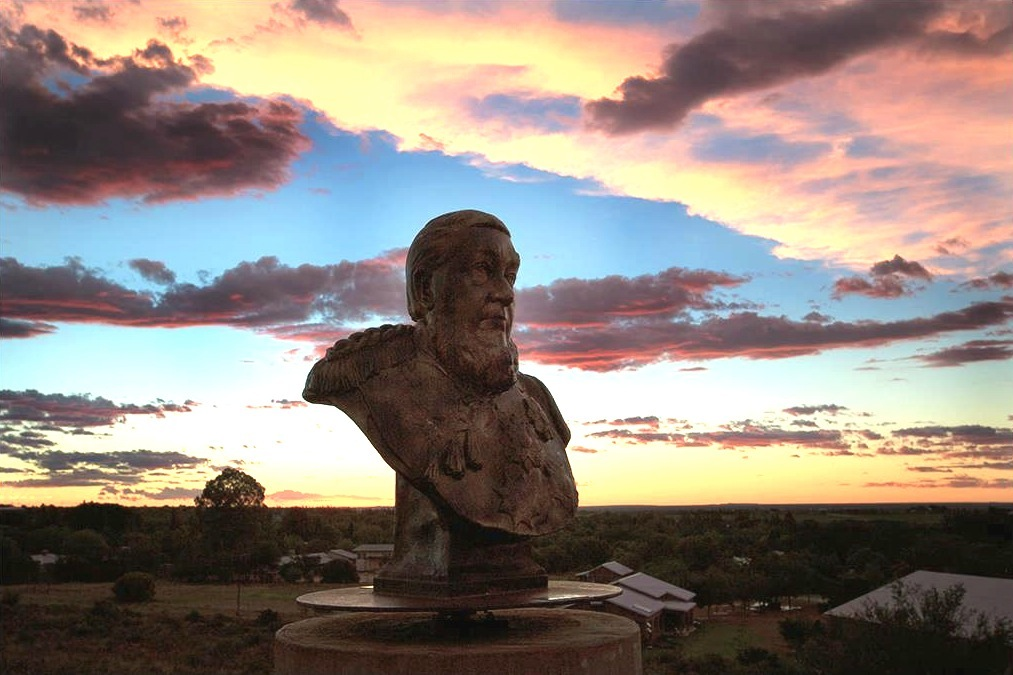
Le buste de Paul Kruger sur une colline d'Orania.

Durant les années 1970 et 1980, au moment où la politique d'apartheid est de plus en plus contestée et que, depuis les émeutes de Soweto, une flambée de violence secoue les townships du pays, plusieurs partis et groupements afrikaners comme Die Herstigte Nasionale Party, le parti conservateur d'Afrique du Sud, Aksie Eie Toekoms, le Boerestaat Party, Die Afrikaner Volkswag, Die Oranje Werkers commencèrent à réclamer de leur côté la création d'un État ethnique sur le modèle constitutionnel des anciennes républiques boers du XIXe siècle. Tandis que ces mouvements se disputaient sur la taille et la localisation de cet État ethnique, la « fondation pour la libération des Afrikaners » (Afrikaner Vryheidstigting) de Carel Boshoff, théologien, ancien président de l'Afrikaner Broederbond et beau-fils de l'ancien Premier ministre Hendrik Verwoerd, faisait racheter au gouvernement sud-africain, par une compagnie privée (Orania Management Services), une ancienne concession abandonnée, située à Vluytjeskraal, au prix de 200 000 USD. Orania disposait alors d'une petite dizaine de maisons, de boutiques, d'un hôpital, d'une station électrique et d'une station de pompage. Les infrastructures avaient été édifiées par le département des eaux lors de l'aménagement des rives du fleuve Orange. En 1991, l'achat de deux autres fermes voisines, Biesiesbult et Nooitgedacht, permet par la suite d'agrandir la superficie d'Orania à 4 000 hectares.
La fondation d'Orania intervient dans un contexte historique marqué la libération de prison de Nelson Mandela par le gouvernement sud-africain, la légalisation de l'ANC et le début de négociations institutionnelles visant à mettre fin au régime d'apartheid et à procéder aux premières élections multiraciales. C'est dans ce contexte, en décembre 1990, que Boshoff et 40 familles afrikaners s'installent à Orania, censée constituer un embryon de Volkstaat, une micro république boer en plein désert du Karoo.
En avril 1991, les premières maisons restaurées sont mises en vente puis un premier conseil communal est instauré sous l'autorité du maire, Andre van den Berg, pour gérer la ville.

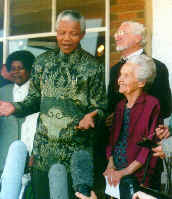
Nelson Mandela, président d'Afrique du Sud, rend visite à Betsie Verwoerd et à Carel Boshoff à Orania en 1995.

Lors des élections générales du 27 avril 1994, les résidents de la commune portèrent leur voix sur le front de la liberté pour les représenter au conseil provincial du Cap-du-Nord. Avec 5,97 % des suffrages, le front de la liberté obtient alors son meilleur score provincial et un siège au sein du gouvernement local. Orania et la région environnante du fleuve Orange devient alors l'une des 3 régions, au côté de Pretoria et Phalaborwa, que le conseil du Volkstaat mis en place par le nouveau gouvernement sud-africain en 1994, identifie comme étant à majorité afrikaner ou offrant les meilleures potentialités pour parvenir à une majorité de population afrikaner.
En 1995, la visite à Orania du président sud-africain Nelson Mandela, où il prend le thé avec Betsie Verwoerd, la veuve d'Hendrik Verwoerd, qui fut le chef du gouvernement sud-africain lors de sa mise en détention en 1963, légitime le projet de Volkstaat à Orania, défendu au Parlement par Constand Viljoen et le Front de la liberté. Ainsi, les édiles de la ville refusent d'intégrer Orania avec Hopetown et Strydenburg au sein d'une même municipalité lors de la réforme des gouvernements locaux.
En 2000, un jugement de la Haute Cour de Kimberley refuse de trancher et enjoint au gouvernement et aux résidents d'Orania de reprendre des négociations pour transiger sur le statut de la ville. Dans leur argumentation, les Afrikaners assimilent la déclaration du ministre des affaires provinciales et du développement constitutionnel, Valli Moosa, le 4 juin 1998, selon lequel les objectifs d'autonomies territoriales, ethniques et linguistiques du Front de la liberté et des Afrikaners étaient légitimes notamment au regard de la constitution et de la déclaration des droits, à la déclaration Balfour.
En avril 2004, Orania lance sa propre devise monétaire, l’Ora. Le village est à son apogée démographique et revendique un millier d'habitants.

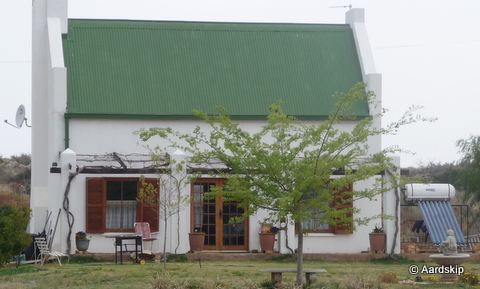
Maison avec chaudière solaire.

En novembre 2005, Orania est le centre d'une conférence sur le droit des Afrikaners à l'auto-détermination en Afrique du Sud à laquelle participe plusieurs intellectuels sud-africains comme Frederik van Zyl Slabbert, ancien chef de l'opposition parlementaire progressiste anti-apartheid au début des années 1980, l'ancien recteur de l'université d'Afrique du Sud, Marinus Wiechers ou l'homme d'affaires (issu de la communauté des coulored, les métis du Cap), Jakes Gerwel. Si la majorité de l'assistance se déclare hostile au principe de séparation territoriale avec l'Afrique du Sud, les participants proposent des solutions alternatives au Volkstaat et réaffirment leur soutien au principe d'autonomie et de libre auto-détermination des peuples composant l'Afrique du Sud.
En 2006, le centre commercial Saamstaan, de 1 800 m2, est inauguré.
En 2016, le conseil municipal d'Orania annonce un plan de développement de 183 millions de rands. Ce plan de développement doit stimuler la mise en place de petits services urbains, comme l'enseignement supérieur, d'ici cinq ans. Les projets sont réalisés avec l'aide de financements extérieurs.
Lors des élections municipales de 2006, le taux de participation des habitants atteint 80 % (contre 49 % nationalement). Aux 484 votes directs des résidents d'Orania s'ajoutent 700 votes par Internet de sympathisants établis hors de la ville.
Les électeurs ne procédèrent qu'aux élections des conseillers municipaux, refusant toujours de reconnaître l'intégration d'Orania dans un district municipal plus élargi.
En juin 2007, les représentants de la localité métis d'Eersterust, située près de Pretoria, viennent à Orania pour étudier le modèle d'auto-détermination de la ville afin de tenter de l'appliquer chez eux.
En juillet 2007, les négociations sur le statut municipal d'Orania reprennent entre les représentants de la localité afrikaner, le gouvernement provincial, les municipalités de Thembelihle et de Pixley ka Seme en coopération avec la direction exécutive de l'ANC. Au niveau national, le front de la liberté entame de nouvelles discussions sur l'auto-détermination avec le gouvernement. En attendant de trancher définitivement sur le statut administratif d'Orania et son éventuelle transformation en municipalité indépendante de catégorie C (municipalité locale) ou son inclusion dans celle de Thembelihle, la ville collabore avec cette dernière au développement économique de la région.
En mars 2009, dans le cadre des élections législatives du mois d'avril, Julius Malema, le président de la ligue de jeunesse de l'ANC, vint mener campagne à Orania et y rencontrer les dirigeants de la ville, leur transmettant notamment le souhait de Jacob Zuma, le président de l'ANC, de venir à Orania pour y étudier le modèle local de développement économique. Pour la première fois, des affiches électorales de l'ANC furent aussi apposées dans la rue principale de la ville.
Le 14 septembre 2010, c'est au tour de Jacob Zuma, président de la république sud-africaine, d'effectuer une visite officielle à Orania pour rencontrer les chefs communautaires et se rendre compte du développement économique de la ville (agriculture et tourisme notamment) mais aussi de sa politique en matière d'éducation, de formation, de travail et de logements,,.
En 2011, Orania rachète la ferme Vluytjeskraal-Noord pour développer un nouveau quartier résidentiel. Plusieurs projets commerciaux sont développés dans les années suivantes comme un parc de loisirs (die Stokkiesdraai) et de nouveaux centres commerciaux (Ou karoo plaas).

## Organisation

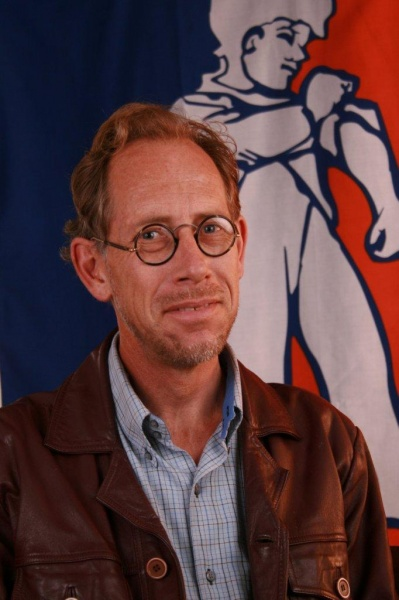
Carel Boshof (fils).

### Gestion administrative
Les terres sur lesquelles se trouve Orania sont la possession de la Vluytjeskraal Aandeleblok. Le président de cette société privée fut d'abord Manie Opperman, par ailleurs longtemps maire en titre de la ville d'Orania. Ainsi, les résidents ne sont pas propriétaires de leurs habitations, mais détiennent des parts de l'entreprise. C'est à travers elle que se fait l'administration communale, et cela permet de contrôler de façon stricte qui a le droit de vivre à Orania. Par exemple, les couples doivent être mariés pour avoir le droit d'habiter ensemble,.
Le nom "Vluytjeskraal" provient du nom de la ferme sur laquelle Orania avait été bâtie au début des années 1960.

#### Liste des maires
- Manie Opperman
- Carel Boshof (fils) (2016-2019)[34],[35],[36]
- Christo Muller
- Hanri Maritz, maire depuis mai 2021

### Motivations idéologiques et objectifs

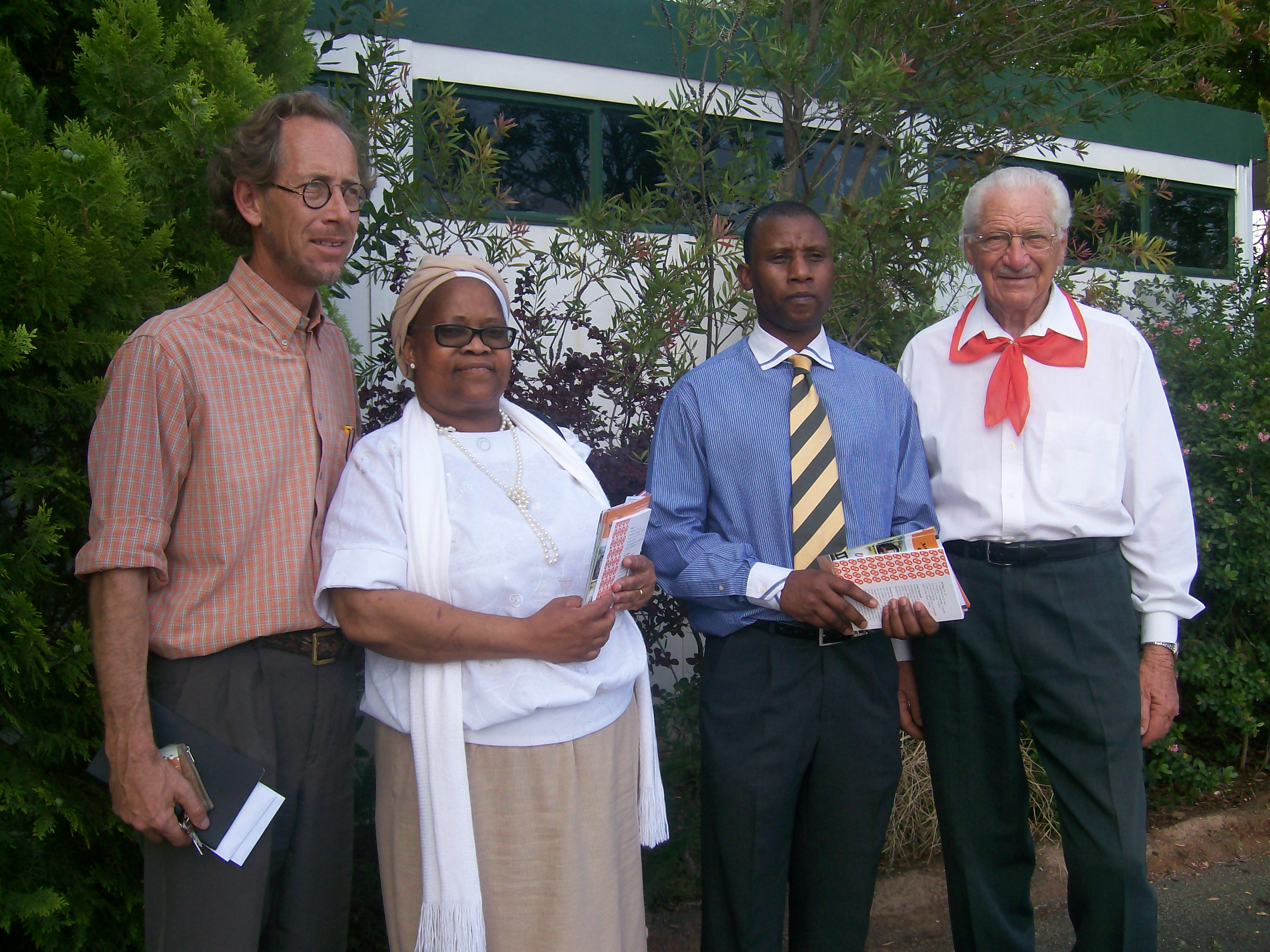
Carel Boshof (fils) et son père Carel Boshof avec des membres de la commission pour la promotion et la protection des droits culturels, religieux et linguistiques communautaires (2009).

Orania s'inscrit dans le concept de Volkstaat dont les principes sont prévus par la section 235 de la Constitution sud-africaine de 1996 et qui garantit le droit à l'autodétermination au sein de la République de toute communauté culturelle et de langue établie sur le sol sud-africain. Pour les fondateurs d'Orania, il ne s'agit pas de préserver un quelconque mode de vie mis en place sous l'apartheid mais plutôt de permettre à une communauté de langue, de culture et d'identité commune, non fondée sur des principes raciaux ou de sexes, et établies sur un territoire géographiquement limité, le droit de pouvoir revendiquer une autonomie politique. Concrètement, l'objectif d'Orania serait ainsi de préserver la culture afrikaner au sein d'une ville réservée à ceux qui se reconnaîtraient dans l'héritage culturel des Boers, à commencer par les peuples de langue afrikaans.
La défense de la culture et de la langue afrikaans est en effet devenue le paradigme du mouvement culturel afrikaner repris notamment par Boshoff pour justifier l'existence d'Orania. Pour Hermann Giliomee, auteur notamment d'une encyclopédie sur les Afrikaners et ardent défenseur de l'afrikaans, Orania nuit cependant davantage à la cause afrikaans et n'est pas crédible. Pour Jasper Jooste, ancien directeur de l'Institut des affaires raciales et idéologue afrikaner à l'origine du concept communautaire d'Orania, il faudrait au moins 5 000 résidents à Orania pour que celle-ci soit viable à long terme et pour que le concept du Volkstaat puisse s'imposer dans le débat politique.
Pour ses détracteurs, Orania et ceux tels l'Inkatha Freedom Party qui défendent les concepts autonomistes ou séparatistes rappellent les réserves indigènes de l'ancienne colonie du Cap ou des bantoustans mises en place sous l'apartheid.
Pour l'écrivain et journaliste du Mail and Guardian, Christopher Hope, si Orania a toujours eu mauvaise presse, ce fut parce qu'elle est d'abord apparue comme un « minuscule refuge pour désespérés aigris », « élitiste, raciste, réactionnaire, dénuée de sentiment patriotique, improductive et complètement débile » ou anachronique. Cependant, ce journaliste progressiste récuse ces a priori et considère qu'Orania pratique davantage l'autogestion que la ségrégation. Ces Afrikaners ne comptent pas combattre leur "oppresseur" comme par le passé mais selon lui, ils préfèrent jouer la carte de la modernité. Ainsi, utilisant l'énergie renouvelable et l'agriculture biologique, les citoyens d'Orania déclarent ainsi avoir deux modèles que sont les Israéliens et les Amish.

## Caractéristiques politiques
La majorité des habitants d'Orania soutiennent le Front de la liberté (FF+) comme l'attestent les résultats des élections municipales, provinciales et générales. Depuis juin 2006, l'Alliance démocratique (DA), le principal parti d'opposition en Afrique du Sud, est représentée à Orania. La DA est opposée au principe d'État ethnique et au principe du Volkstaat. Son implantation est interprétée comme un mécontentement de certains résidents d'Orania vis-à-vis de la direction managériale de la ville.

### Élections générales
Lors des élections générales du 22 avril 2009, sur 279 votes exprimés, le FF+ obtient 87,2 % des suffrages (242 voix) contre 8,60 % (26 voix) à la DA et 1,61 % (soit 3 voix chacun) à l'ANC, au Congrès du peuple et au Parti chrétien-démocrate africain.
Lors des élections générales sud-africaines de 2014, le FF+ remporte 224 voix (76,89 %) contre 44 voix à la DA (15,12 %), 7 voix au Parti chrétien-démocrate africain (2,41 %), 5 voix à l'ANC (1,72 %) et 4 voix aux Economic Freedom Fighters (1,37 %) de Julius Malema.
Au niveau du scrutin provincial, lors des élections de 2014, le FF+ remporta 206 votes(83,74 % des suffrages) contre 29 votes à la DA, 2 votes à EFF et un vote à l'ANC.
Lors des élections générales sud-africaines de 2019, qui voit une large victoire du front de la liberté dans la ville, la percée des combattants pour la liberté économique s'explique en partie par des militants de ce parti ayant choisi de voter à Orania.
| Parti                             | Votes (2004) | % (2004) | Votes (2009) | % (2009) | Votes (2014) | % (2014) | Votes (2019) | % (2019) |
| --------------------------------- | ------------ | -------- | ------------ | -------- | ------------ | -------- | ------------ | -------- |
| Front de la liberté               | 158          | 84,95 %  | 242          | 86,73 %  | 224          | 76,89 %  | 447          | 79,4 %   |
| Alliance démocratique             | 16           | 8,60 %   | 26           | 9,31 %   | 44           | 15,12 %  | 62           | 11,01 %  |
| Parti chrétien-démocrate africain | 3            | 1,61 %   | 3            | 1,07 %   | 7            | 2,41 %   | 7            | 1,24 %   |
| Congrès national africain         | 3            | 1,61 %   | 3            | 1,07 %   | 5            | 1,72 %   | 3            | 0,53 %   |
| Congrès du Peuple                 | -            | -        | 3            | 1,07 %   | 1            | 0,34 %   | 8            | 1,41 %   |
| National Action                   | 3            | 1,61 %   | -            | -        | -            | -        | -            | -        |
| Independent Democrats             | 2            | 1,08 %   | 0            | 0 %      | -            | -        | -            | -        |
| Nouveau Parti national            | 1            | 0,54 %   | -            | -        | -            | -        | -            | -        |
| Economic Freedom Fighters         | -            | -        | -            | -        | 4            | 1,37 %   | 21           | 3,73 %   |
| Front National                    | -            | -        | -            | -        | 4            | 1,37 %   | 12           | 2,13 %   |
| Ubuntu                            | -            | -        | -            | -        | 2            | 0,69 %   | -            | -        |
| Mouvement démocratique uni        | -            | -        | -            | -        | -            | -        | 1            | 0,18 %   |
| Alliance africaine                | -            | -        | -            | -        | -            | -        | 2            | 0,36 %   |
| Votes blancs ou nuls              | 2            | 1,08 %   | 2            | 0,71 %   | 0            | 0,00 %   | 3            | 0,53 %   |
| Total exprimés                    | 188          | 100,00 % | 279          | 100,00 % | 291          | 100 %    | 566          | 100 %    |
| Total inscrits                    | -            | -        | -            | -        | -            | -        | 681          | 83 %     |

### Élections municipales
Lors des élections municipales sud-africaines de 2011, le FF+ remporte 49,23 % des suffrages exprimés (32 voix) sur la circonscription municipale de Orania hotel de ville devant la DA (32,31 % et 21 voix), l'ANC (13,85 % et 9 voix) et le Congrès du Peuple (4,62 % et 3 voix).
Lors des élections municipales sud-africaines de 2016, dans la circonscription municipale d'Orania Volkskool, le FF+ remporta 81,63 % des suffrages contre 15,65 % à la DA et 2,04 % aux Economic Freedom Fighters.
Aux élections municipales sud-africaines de 2021, le front de la liberté (FF+) remporta 87,75% des suffrages (265 voix) devant l'Alliance démocratique (10,6% et 32 voix) et le parti chrétien démocrate africain (1,66% et 5 voix).

## Économie et agriculture

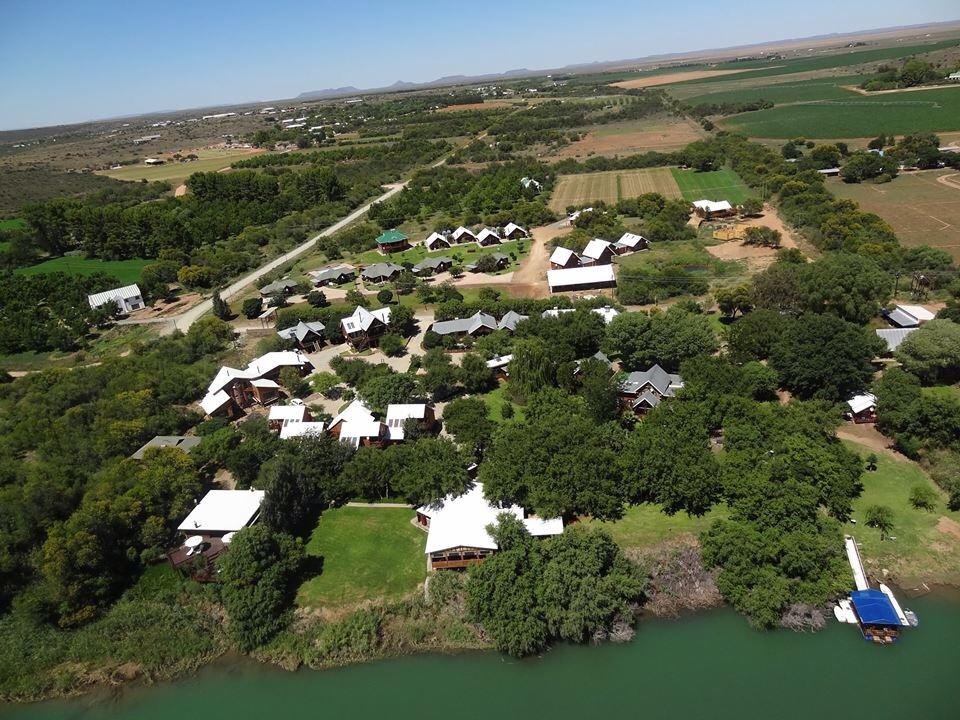
Centre de vacances d'Oewerpark (1er plan) et Orania (plan).

Pour Carel Boshoff, le développement tant politique qu'économique d’Orania ne repose que sur deux principes, celui de l’autodétermination et la question du travail « il faut être autosuffisant et ne pas dépendre de travailleurs extérieurs. Dès que vous acceptez des travailleurs extérieurs, il faut leur donner des droits politiques et un endroit où vivre. Et là, c’est un scénario qui ressemble à un retour à l’ancienne Afrique du Sud. Pour obtenir l’autodétermination, vous devez être prêt à travailler (…). Ce que nous avons construit, notre langue, nos traditions, notre identité, tout cela doit être préservé. Sinon, tout disparaîtra. Nous sommes inquiets. Comme d’autres s’inquiètent de la disparition du rhinocéros blanc ou du léopard ».
Le modèle économique d'Orania s'inspire des colonies juives de Cisjordanie. Le conseil d’administration de la ville maintient ainsi des contacts étroits avec Israël, "exemple de construction d’une nation" et des jeunes agriculteurs partent régulièrement en stage pour travailler dans les kibboutzim et étudier les nouvelles techniques de plantation.

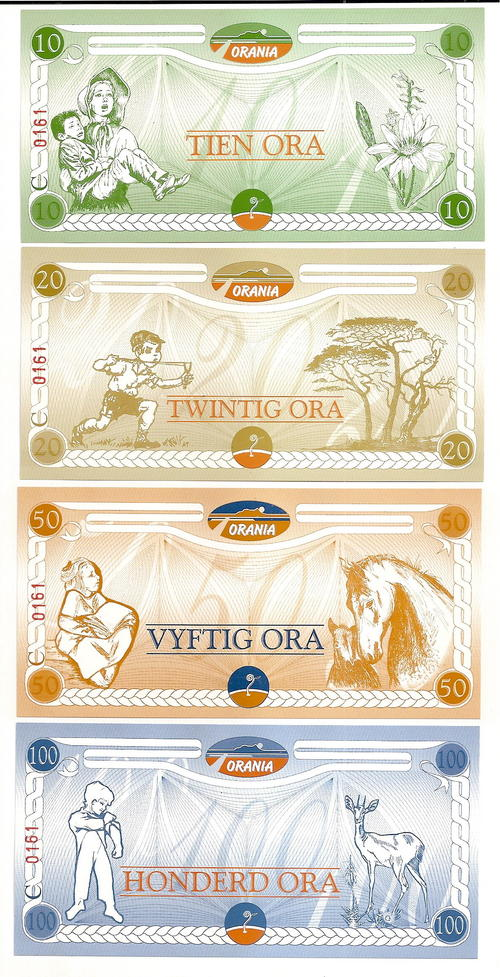
L'ora.

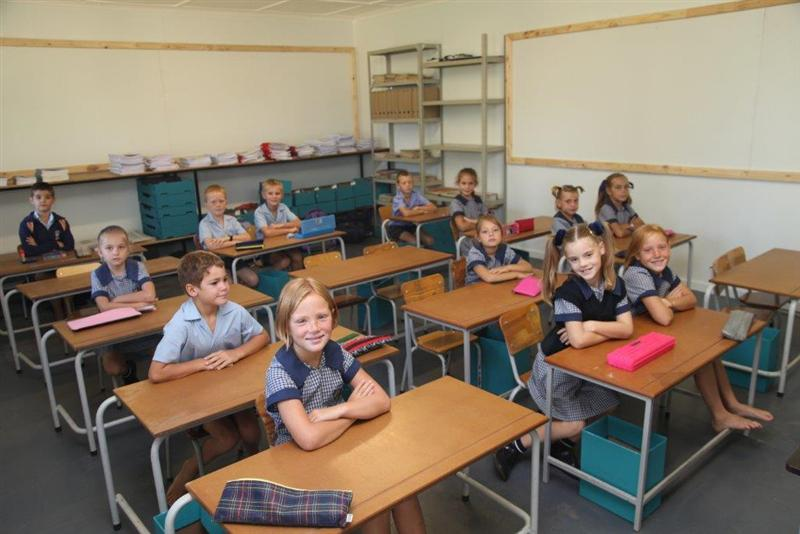
Classe de l'école chrétienne du peuple d'Orania.

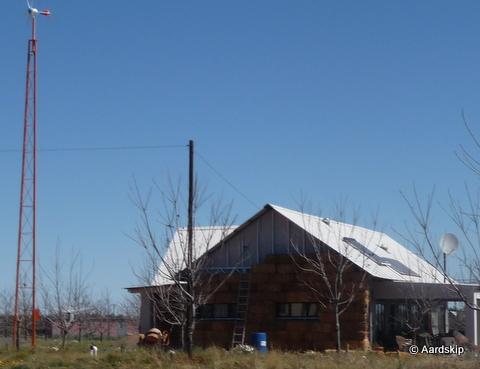
Maison fonctionnant à l'énergie solaire et éolienne.

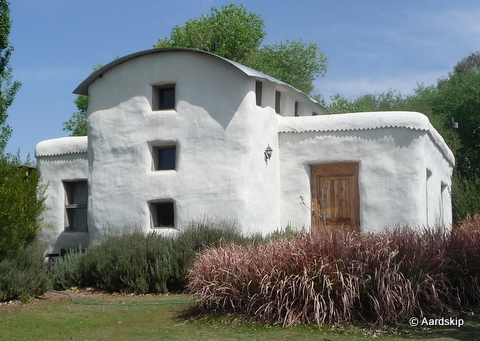
Maison en ballots de paille.

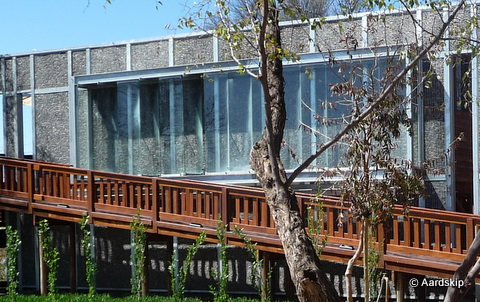
Autre maison écologique.

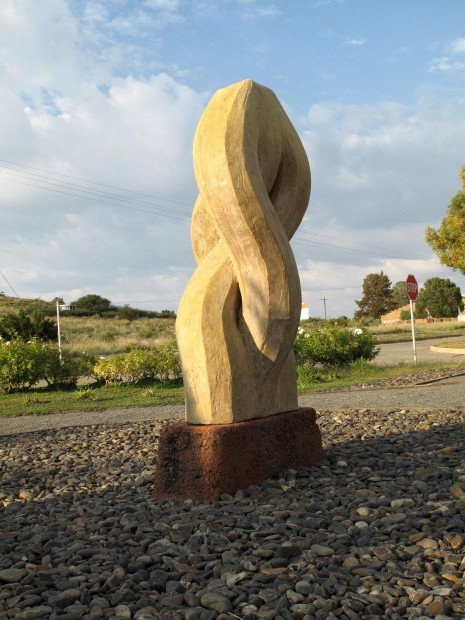
Le Koeksister Monument.

La majorité de sa population active travaille dans l'agriculture ou le commerce.
Orania est ainsi réputée pour ses techniques modernes d’agriculture au milieu d'un désert aride. Le dernier projet en date est la culture massive de la noix de pécan.
La ville s'est aussi ouverte au tourisme avec l'ouverture, en 2008, d'un spa 4 étoiles et d'un hôtel de charme. En 2019, près de 3 000 visiteurs ont participé aux visites officielles organisées par la ville. Le nombre de touristes total est probablement plus élevé, estimé à 30 000 personnes par un guide. Le tourisme est le plus grand contributeur à l'économie d'Orania.

### Devise monétaire
En 2004, Orania s'est dotée d'une monnaie locale dénommée ora utilisable exclusivement sur son territoire et dont les billets sont ornés de figures ou d'événements historiques pittoresques, comme celle de Racheltjie de Beer (1831-1843), une jeune fille boer de 12 ans qui sacrifia sa vie pour sauver celle de son frère, ou la représentation d'une jeune fille en costume voortrekker lisant une Bible. Ainsi, les habitants d'Orania échangent auprès de leur banque centrale leurs rands sud-africains contre des billets libellés en "ora" au taux de un pour un. Les billets comportent également des publicités pour des commerces de la ville.
Le coût de l'impression des oras représente environ 3 % de leur valeur faciale. Cependant, les rands laissés en dépôt sont placés avec intérêts ce qui compense ce coût. Par ailleurs, certains touristes gardent en souvenir ces billets originaux, abandonnant le montant équivalent en rands, ce qui représente un gain pour l'Orania Spaar en Krediet Kooperatiewe Bank (OSK), « banque centrale » d'Orania.
En 2017, la ville devrait être la première communauté du pays à lancer sa monnaie électronique, l'e-ora, équivalent numérique de l'ora, qui pourrait prendre la forme d'une crypto-monnaie, afin de réduire le coût d'utilisation de la monnaie en papier. En 2019, l'e-ora, basé sur la blockchain Quorum, est en phase d'adoption,.

## Institutions scolaires
La ville comprend deux écoles privées : Die Volkskool Orania (l'école populaire d'Orania) et Chrislike Volkseie Onderwys Skool (école chrétienne du peuple d'Orania).
La méthode d'enseignement y diffère des écoles publiques sud-africaines car elle n'est pas laïque et est similaire à celle des écoles privées confessionnelles du pays. Elles disposent toutes deux de moyens modernes comme des ordinateurs individualisés mais dans les deux écoles, l'histoire de l'Afrique du Sud souligne celle des Boers et les valeurs chrétiennes. La Chrislike Volkseie Onderwys Skool est notamment imprégnée d'un enseignement théologique basé sur les doctrines calvinistes et rejette en particulier la théorie de l'évolution.

## Religion
Les habitants d'Orania forment une communauté profondément religieuse et chrétienne (84,4 % d'habitants affiliés à une religion chrétienne). Les résidents sont principalement membres de l'Afrikaanse Protestante Kerk (21,9 %), d'une église réformée hollandaise (14,8 %), d'une église réformée protestante (7,4 %), d'une église évangélique ou d'autre petites églises chrétiennes locales. La seule religion non réformée et protestante représentée est celle du renouveau charismatique (14,8 %). Le jour du vœu est l'une des rares fêtes interconfessionnelles célébrées dans la ville et le dimanche est un jour chômé par tous, sauf pour les services essentiels.
Neuf confessions sont représentées à Orania et l'activité économique cesse le dimanche. La BBC rapporte en 2014 que de nombreuses églises y sont présentes lorsqu'on passe dans les rues.

## Sports
Cette section ne s'appuie pas, ou pas assez, sur des sources secondaires ou tertiaires indépendantes du sujet. Le texte peut contenir des analyses inexactes ou inédites de sources primaires.
Pour l'améliorer, ajoutez-en, ou placez des modèles {{Source secondaire souhaitée}} ou {{Source secondaire nécessaire}} sur les passages mal sourcés. (avril 2025)
En dehors des activités proposés dans écoles, la ville dispose de plusieurs clubs sportifs. Il y a un club de Rugby à XV, appelé "die Orania Rugby Rebelle", un club de Netball, un club de criquet et un club de Badminton. La ville dispose également d'un club d'Échecs et d'une école de Ballet. Selon le site Internet de la ville, la pratique du Cyclisme et de la Course à pied est très répandue. La ville accueille depuis 2018, la course VTT cross-country du haut Karoo Vasbyt durant 4 jours.

## Symboles

### Drapeau
Orania possède aussi un drapeau, le Vryheidsvlag, dont la couleur dominante est orange, couleur traditionnelle des Néerlandais aux XVIIe et XVIIIe siècles et symbole du nom de la commune en afrikaans. Ce drapeau adopté en 1994 a été remplacé en 2004 par un drapeau reprenant les couleurs orange, blanc et bleu disposées verticalement sur lequel se superpose la représentation en pied d'un petit garçon relevant ses manches censé illustrer la liberté par le travail.

### Jours fériés
Orania a ses propres jours fériés.
Quand ils ne sont pas tirés du calendrier chrétien, ils sont liés à l'histoire des Boers-Afrikaners comme le 6 avril (en référence à l'arrivée de Jan van Riebeeck au Cap), considéré par certains comme la date de naissance des Afrikaners ou les dates relatives aux guerres anglo-boers comme le 27 février (Majuba Day) et le 31 mai (traité de Vereeniging).
D'autres dates célèbrent l'afrikaans comme le 14 août pour la fondation de "l'association des vrais Afrikaners" par les frères du Toit, le 10 octobre pour commémorer l'ancien président du Transvaal, Paul Kruger, ou encore le 16 décembre, le jour du vœu précédant la bataille de Blood River.
Le 6 avril et le 10 octobre étaient d'ailleurs des jours fériés dans l'ancien calendrier sud-africain alors que le 16 décembre a été rebaptisé jour de la réconciliation en 1995.

### Monuments
Orania présente le seul monument du pays dédié à un dessert local, la « koeksister ».
La maison de Betsie Verwoerd a été transformée en musée consacré à la famille Verwoerd. Une statue d'Hendrik Verwoerd, précédemment située devant le HF Verwoerd Hospital de Pretoria, en garde l'entrée. Une autre statue en bronze d'Hendrik Verwoerd, domine la ville du haut d'une petite colline. Sur celle-ci, en arc de cercle sont disposés sur des socles des bustes de plusieurs hommes d’États de l'historiographie afrikaner, précédemment situés dans des bâtiments publics et devenus indésirables après 1994. Ces bustes représentent le président Paul Kruger, les Premiers ministres James B. Hertzog, Daniel Malan, JG Strijdom, Hendrik Verwoerd et John Vorster. Un socle reste vide, dans l'attente de recevoir depuis plusieurs années le buste de Marthinus Pretorius. Trois de ces bustes (Malan, Hertzog et Strijdom), originairement situés à la législature provinciale de Bloemfontein, avaient été transférés au Erfenisstigting du Voortrekker Monument (Heritage Foundation), qui les confia à Orania. Celui de Vorster provient d'un collège technique de Pretoria et celui de Verwoerd de la famille elle-même.
On trouve aussi sur cette colline la statue de l’emblème de la ville représentant un garçon relevant ses manches et un peu plus loin le monument aux combattants irlandais (Irish Volunteer Monument) de la seconde guerre des Boers, inauguré en 1962 à Johannesburg et transféré en 2002 à Orania pour le sauver de la destruction.

## Sécurité et délinquance

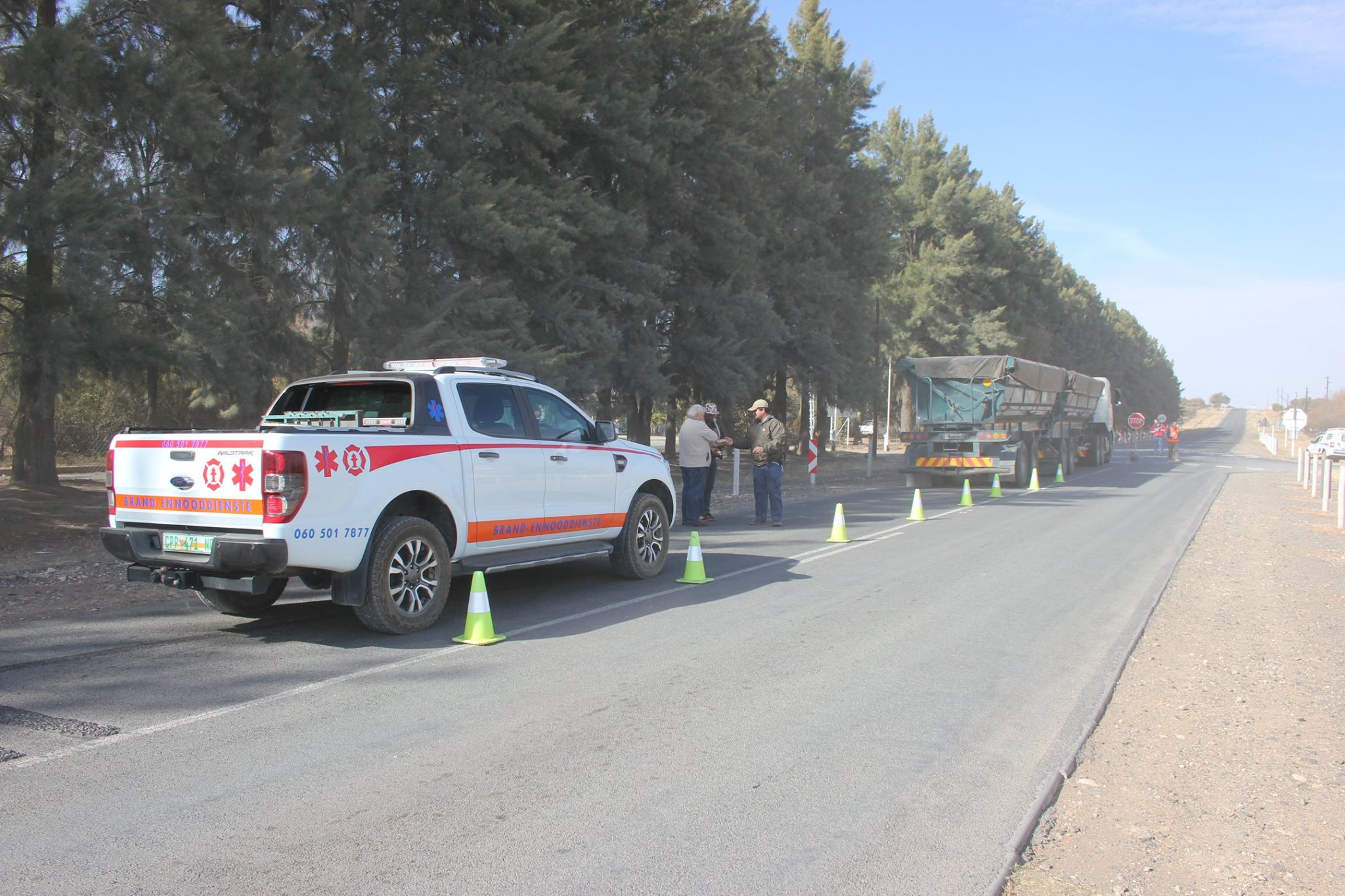
Action de l'OVD sécurisant une route.

À Orania, la sécurité est assurée par un service de sécurité communautaire (OVD ou Orania Veiligheidsdienste).
En octobre 2019, un enseignant en formation est arrêté et accusé d'abus sexuel sur mineur.

## Viabilité d'Orania
Selon l'étude universitaire du professeur sud-africain d'anthropologie, Frik C. de Beer, le concept d'autodétermination a un soutien très notable dans la population afrikaner. Il manifeste la résistance culturelle active d'une minorité ethnique inquiète pour son avenir, reflétée par l'émergence de mouvements nativistes ou culturels. Cependant, Orania n’apparaît pas à cette population afrikaner comme une solution alternative à l'actuelle Afrique du Sud, d'autant plus qu'elle continue de pâtir d'une mauvaise image entretenue notamment par des médias qui la ramènent sans cesse au passé du pays et non à son avenir. Pour de Beer, l'autodétermination des Afrikaners ne se fera donc pas dans l'immédiat dans cette localité du Cap-du-Nord.

## Influence
Orania a pu servir de source d'influence pour une frange de l'extrême-droite visant un « retour à la terre » et à vivre entre blancs,,.
De nombreux journalistes locaux et internationaux se sont penchés sur Orania, en raison de ses caractéristiques particulières, ce qui peut être rapproché d'une forme de « tourisme noir ». La ville est présente dans un des épisodes de la série de Netflix Dark Tourist.
La ville est médiatisée en 2025 lorsque le président des États-Unis Donald Trump décide d'accorder l'asile politique aux Afrikaners,,.

### Filmographie
- Orania, citadelle blanche en Afrique du Sud, film documentaire de Rémi Rozié, Beta Production, 2009, 52'[72]

#### Documents multimédias
- (af) Présentation promotionnelle d'Orania (1)
- (af) Présentation promotionnelle d'Orania (2)